# Albert Sercu
Albert Sercu (ur. 26 stycznia 1918 w Bornem, zm. 24 sierpnia 1978 w Roeselare) – belgijski kolarz szosowy i torowy, srebrny medalista mistrzostw świata.

## Kariera
Największy sukces w karierze Albert Sercu osiągnął w 1947 roku, kiedy zdobył srebrny medal w wyścigu ze startu wspólnego podczas szosowych mistrzostw świata w Reims. W zawodach tych wyprzedził go jedynie Holender Theo Middelkamp, a trzecie miejsce zajął kolejny reprezentant Holandii, Sjef Janssen. Ponadto był między innymi drugi w Ronde van Vlaanderen w latach 1943 i 1945, pierwszy w Nokere Koerse, Dwars door Vlaanderen i Omloop Het Nieuwsblad, drugi w Grote Scheldeprijs i trzeci w Paryż-Tours w 1947 roku, a rok później zajął drugie miejsce w wyścigu Paryż-Bruksela. W 1947 roku wziął udział w Tour de France, ale nie ukończył rywalizacji. Startował także na torze, zdobywając między innymi złoty medal mistrzostw Europy w madisonie w 1951 roku. Nigdy nie wystąpił na igrzyskach olimpijskich. W 1952 roku zakończył karierę.
Jego syn, Patrick Sercu również był kolarzem.